# Chinchani
Chinchani é uma vila no distrito de Thane, no estado indiano de Maharashtra.

## Geografia
Chinchani está localizada a 19° 52′ N, 72° 42′ L. Tem uma altitude média de 9 metros (29 pés).

## Demografia
Segundo o censo de 2001, Chinchani tinha uma população de 13,435 habitantes. Os indivíduos do sexo masculino constituem 51% da população e os do sexo feminino 49%. Chinchani tem uma taxa de literacia de 79%, superior à média nacional de 59.5%; a literacia no sexo masculino é de 83% e no sexo feminino é de 75%. 11% da população está abaixo dos 6 anos de idade.